# Lucyna Matuszna
Lucyna Matuszna, po mężu Czarnopolska (ur. 29 lipca 1961 w Paczkowie) – polska hokeistka na trawie, olimpijka z Moskwy 1980.
Zawodniczka grająca w obronie. Reprezentowała klub LKS Rolnik Nysa (w latach 1976-1981 i 1984-1985), z którym to klubem wywalczyła wicemistrzostwa Polski na otwartych boiskach (lata 1980, 1981, 1984) oraz w hali w latach 1981-1982. W latach 1982–1983 reprezentowała barwy klubu Polar Wrocław, z którym to klubem wywalczyła mistrzostwo Polski w roku 1982.
W reprezentacji Polski (w latach 1979-1984) rozegrała 38 spotkań.
Brała udział w igrzyskach olimpijskich w Moskwie w których Polska drużyna zajęła 6. miejsce.